# Warden, Northumberland
Warden är en ort och civil parish i Storbritannien.   Den ligger i grevskapet och kommunen Northumberland i riksdelen England, i den centrala delen av landet, 400 km norr om huvudstaden London. Warden ligger 45 meter över havet och antalet invånare är 603.
Terrängen runt Warden är platt söderut, men norrut är den kuperad. Warden ligger nere i en dal. Runt Warden är det ganska glesbefolkat, med 26 invånare per kvadratkilometer. Närmaste större samhälle är Hexham, 2,4 km sydost om Warden. Trakten runt Warden består i huvudsak av gräsmarker.